# Tim Grohmann
Tim Grohmann (ur. 27 grudnia 1988 w Dreźnie) – niemiecki wioślarz, mistrz olimpijski, dwukrotny wicemistrz świata, mistrz Europy.
Złoty medalista igrzysk olimpijskich 2012 w Londynie. Załoga w składzie: Grohmann, Karl Schulze, Lauritz Schoof, Philipp Wende zajęła 1. miejsce w czwórce podwójnej.

## Osiągnięcia
| Rok  | Impreza                     | Miejsce                  | Konkurencja      | Lokata     |
| ---- | --------------------------- | ------------------------ | ---------------- | ---------- |
| 2005 | Mistrzostwa świata juniorów | Brandenburg an der Havel | czwórka podwójna | 2. miejsce |
| 2006 | Mistrzostwa świata juniorów | Amsterdam                | czwórka podwójna | 1. miejsce |
| 2007 | Mistrzostwa świata U-23     | Glasgow                  | dwójka podwójna  | 2. miejsce |
| 2008 | Mistrzostwa Europy          | Ateny                    | dwójka podwójna  | 8. miejsce |
| 2009 | Mistrzostwa Świata          | Poznań                   | czwórka podwójna | 3. miejsce |
| 2010 | Mistrzostwa Europy          | Montemor-o-Velho         | czwórka podwójna | 4. miejsce |
| 2010 | Mistrzostwa Świata          | Hamilton                 | czwórka podwójna | 4. miejsce |
| 2011 | Mistrzostwa Świata          | Bled                     | czwórka podwójna | 2. miejsce |
| 2012 | Igrzyska olimpijskie        | Londyn                   | czwórka podwójna | 1. miejsce |
| 2013 | Mistrzostwa Europy          | Sewilla                  | czwórka podwójna | 1. miejsce |
| 2013 | Mistrzostwa świata          | Chungju                  | czwórka podwójna | 2. miejsce |
| 2014 | Mistrzostwa Europy          | Belgrad                  | czwórka podwójna | 3. miejsce |
| 2014 | Mistrzostwa świata          | Amsterdam                | czwórka podwójna | 3. miejsce |